# Club Deportivo Primero de Mayo
Primero de Mayo es un club de fútbol sala del cercado de Lima, Perú, que juega en la División de Honor, competición que ha ganado en tres ocasiones.

## Historia
A Principios del año 2012 el club Primero de Mayo se fusionó con el Tigre Graph para formar el Primero de Mayo FG7 - Tigre. Ese mismo 2012 el club se coronó campeón de la División de Honor.
A partir de la fusión el club ha disputado 6 finales en 7 años (2012, 2013, 2015, 2016, 2017 y 2018) en todas ellas enfrentó a su clásico rival Deportivo Panta. Fue campeón en tres ocasiones (2012, 2015, 2016) y perdió las cuatro finales restantes. Además fue tres veces finalista del Torneo de Verano (2013, 2014, 2018), campeón del Torneo Apertura de 2017 y el mejor de la fase regular de la División de Honor en 2017 y 2018.
Ha participado de la Copa Libertadores de fútbol sala en tres ediciones (2013, 2016, 2017). Debutó en la Copa Merconorte de 2013 en la que alcanzó el cuarto lugar. Su última participación se dio en la edición 2017 en la que alcanzó los cuartos de final.

## Participación en torneos internacionales
Primero de Mayo ha participado tres veces de la Copa Libertadores de fútbol sala en las temporadas 2013, 2016 y 2017. Hizo su debut en la temporada 2013 en la que alcanzó las semifinales de la Zona Norte.  
Su participación más destacada es la de la edición 2013 en la que logró clasificarse a la semifinales luego de ganar el grupo A. En semifinales fue eliminado por Talento Dorado y posteriormente perdió la definición del tercer lugar frente a Bucaneros de La Guaira.
| Club            | PJ | PG | PE | PP | GF | GC | DG | Pts. |
| --------------- | -- | -- | -- | -- | -- | -- | -- | ---- |
| Primero de Mayo | 13 | 6  | 2  | 5  | 32 | 28 | +4 | 20   |

| \| N.° \| Sede \| Ronda \| Partidos \| Partidos \| Partidos \| Pos. \| Pts. \| Estado \| \| ------------------ \| ------------------------------------- \| ------------------------------------- \| ------------------------------------- \| ------------------------------------- \| ------------------------------------- \| ------------------------------------- \| ------------------------------------- \| ------------------------------------- \| \| \| \| \| \| \| \| \| \| \| \| 1 \| Copa Libertadores de fútbol sala 2013 \| Copa Libertadores de fútbol sala 2013 \| Copa Libertadores de fútbol sala 2013 \| Copa Libertadores de fútbol sala 2013 \| Copa Libertadores de fútbol sala 2013 \| Copa Libertadores de fútbol sala 2013 \| Copa Libertadores de fútbol sala 2013 \| Copa Libertadores de fútbol sala 2013 \| \| Valera, Venezuela \| Valera, Venezuela \| Zona Norte: Primera Fase: Grupo A \| Primero de Mayo \| 2 – 2 \| Trujillanos Futsal \| 1.º \| 7 \| Clasificado a semifinales \| \| Valera, Venezuela \| Valera, Venezuela \| Zona Norte: Primera Fase: Grupo A \| Primero de Mayo \| 5 – 3 \| Marítimo Margarita \| 1.º \| 7 \| Clasificado a semifinales \| \| Valera, Venezuela \| Valera, Venezuela \| Zona Norte: Primera Fase: Grupo A \| Primero de Mayo \| 2 – 1 \| Deportivo Lyon \| 1.º \| 7 \| Clasificado a semifinales \| \| Valera, Venezuela \| Valera, Venezuela \| Zona Norte: Semifinales \| Primero de Mayo \| 2 – 4 \| Talento Dorado \| Eliminado \| Eliminado \| Eliminado \| \| Valera, Venezuela \| Valera, Venezuela \| Definición del tercer puesto \| Primero de Mayo \| 2 – 3 \| Bucaneros de La Guaira \| Perdió: 4.º lugar \| Perdió: 4.º lugar \| Perdió: 4.º lugar \| \| 2 \| Copa Libertadores de fútbol sala 2016 \| Copa Libertadores de fútbol sala 2016 \| Copa Libertadores de fútbol sala 2016 \| Copa Libertadores de fútbol sala 2016 \| Copa Libertadores de fútbol sala 2016 \| Copa Libertadores de fútbol sala 2016 \| Copa Libertadores de fútbol sala 2016 \| Copa Libertadores de fútbol sala 2016 \| \| Asunción, Paraguay \| Asunción, Paraguay \| Primera fase: Grupo B \| Primero de Mayo \| 3 – 1 \| Guerreros del Lago \| 3.º \| 6 \| Eliminado \| \| Asunción, Paraguay \| Asunción, Paraguay \| Primera fase: Grupo B \| Primero de Mayo \| 3 – 2 \| Old Christians \| 3.º \| 6 \| Eliminado \| \| Asunción, Paraguay \| Asunción, Paraguay \| Primera fase: Grupo B \| Primero de Mayo \| 1 – 3 \| Jaragua Futsal \| 3.º \| 6 \| Eliminado \| \| Asunción, Paraguay \| Asunción, Paraguay \| Primera fase: Grupo B \| Primero de Mayo \| 2 – 4 \| Kimberley \| 3.º \| 6 \| Eliminado \| \| 3 \| Copa Libertadores de fútbol sala 2017 \| Copa Libertadores de fútbol sala 2017 \| Copa Libertadores de fútbol sala 2017 \| Copa Libertadores de fútbol sala 2017 \| Copa Libertadores de fútbol sala 2017 \| Copa Libertadores de fútbol sala 2017 \| Copa Libertadores de fútbol sala 2017 \| Copa Libertadores de fútbol sala 2017 \| \| Lima, Perú \| Lima, Perú \| Primera Fase: Grupo C \| Primero de Mayo \| 6 – 2 \| Santiago Wanderers \| 2.º \| 7 \| Clasificado a cuartos de final \| \| Lima, Perú \| Lima, Perú \| Primera Fase: Grupo C \| Primero de Mayo \| 2 – 1 \| Nantes \| 2.º \| 7 \| Clasificado a cuartos de final \| \| Lima, Perú \| Lima, Perú \| Primera Fase: Grupo C \| Primero de Mayo \| 0 – 0 \| Afemec \| 2.º \| 7 \| Clasificado a cuartos de final \| \| Lima, Perú \| Lima, Perú \| Cuartos de final \| Primero de Mayo \| 2 – 2 (2 – 1 pen.) \| Carlos Barbosa \| Eliminado \| Eliminado \| Eliminado \| |                                       |                                       |                                       |                                       |                                       |                                       |                                       |                                       |
| N.° | Sede                                  | Ronda                                 | Partidos                              | Partidos                              | Partidos                              | Pos.                                  | Pts.                                  | Estado                                |
| |                                       |                                       |                                       |                                       |                                       |                                       |                                       |                                       |
| 1 | Copa Libertadores de fútbol sala 2013 | Copa Libertadores de fútbol sala 2013 | Copa Libertadores de fútbol sala 2013 | Copa Libertadores de fútbol sala 2013 | Copa Libertadores de fútbol sala 2013 | Copa Libertadores de fútbol sala 2013 | Copa Libertadores de fútbol sala 2013 | Copa Libertadores de fútbol sala 2013 |
| Valera, Venezuela | Valera, Venezuela                     | Zona Norte: Primera Fase: Grupo A     | Primero de Mayo                       | 2 – 2                                 | Trujillanos Futsal                    | 1.º                                   | 7                                     | Clasificado a semifinales             |
| Valera, Venezuela | Valera, Venezuela                     | Zona Norte: Primera Fase: Grupo A     | Primero de Mayo                       | 5 – 3                                 | Marítimo Margarita                    | 1.º                                   | 7                                     | Clasificado a semifinales             |
| Valera, Venezuela | Valera, Venezuela                     | Zona Norte: Primera Fase: Grupo A     | Primero de Mayo                       | 2 – 1                                 | Deportivo Lyon                        | 1.º                                   | 7                                     | Clasificado a semifinales             |
| Valera, Venezuela | Valera, Venezuela                     | Zona Norte: Semifinales               | Primero de Mayo                       | 2 – 4                                 | Talento Dorado                        | Eliminado                             | Eliminado                             | Eliminado                             |
| Valera, Venezuela | Valera, Venezuela                     | Definición del tercer puesto          | Primero de Mayo                       | 2 – 3                                 | Bucaneros de La Guaira                | Perdió: 4.º lugar                     | Perdió: 4.º lugar                     | Perdió: 4.º lugar                     |
| 2 | Copa Libertadores de fútbol sala 2016 | Copa Libertadores de fútbol sala 2016 | Copa Libertadores de fútbol sala 2016 | Copa Libertadores de fútbol sala 2016 | Copa Libertadores de fútbol sala 2016 | Copa Libertadores de fútbol sala 2016 | Copa Libertadores de fútbol sala 2016 | Copa Libertadores de fútbol sala 2016 |
| Asunción, Paraguay | Asunción, Paraguay                    | Primera fase: Grupo B                 | Primero de Mayo                       | 3 – 1                                 | Guerreros del Lago                    | 3.º                                   | 6                                     | Eliminado                             |
| Asunción, Paraguay | Asunción, Paraguay                    | Primera fase: Grupo B                 | Primero de Mayo                       | 3 – 2                                 | Old Christians                        | 3.º                                   | 6                                     | Eliminado                             |
| Asunción, Paraguay | Asunción, Paraguay                    | Primera fase: Grupo B                 | Primero de Mayo                       | 1 – 3                                 | Jaragua Futsal                        | 3.º                                   | 6                                     | Eliminado                             |
| Asunción, Paraguay | Asunción, Paraguay                    | Primera fase: Grupo B                 | Primero de Mayo                       | 2 – 4                                 | Kimberley                             | 3.º                                   | 6                                     | Eliminado                             |
| 3 | Copa Libertadores de fútbol sala 2017 | Copa Libertadores de fútbol sala 2017 | Copa Libertadores de fútbol sala 2017 | Copa Libertadores de fútbol sala 2017 | Copa Libertadores de fútbol sala 2017 | Copa Libertadores de fútbol sala 2017 | Copa Libertadores de fútbol sala 2017 | Copa Libertadores de fútbol sala 2017 |
| Lima, Perú | Lima, Perú                            | Primera Fase: Grupo C                 | Primero de Mayo                       | 6 – 2                                 | Santiago Wanderers                    | 2.º                                   | 7                                     | Clasificado a cuartos de final        |
| Lima, Perú | Lima, Perú                            | Primera Fase: Grupo C                 | Primero de Mayo                       | 2 – 1                                 | Nantes                                | 2.º                                   | 7                                     | Clasificado a cuartos de final        |
| Lima, Perú | Lima, Perú                            | Primera Fase: Grupo C                 | Primero de Mayo                       | 0 – 0                                 | Afemec                                | 2.º                                   | 7                                     | Clasificado a cuartos de final        |
| Lima, Perú | Lima, Perú                            | Cuartos de final                      | Primero de Mayo                       | 2 – 2 (2 – 1 pen.)                    | Carlos Barbosa                        | Eliminado                             | Eliminado                             | Eliminado                             |

## Resumen general de las temporadas
| Temporada | División de Honor                              | Otro torneo                           |
| --------- | ---------------------------------------------- | ------------------------------------- |
| 2012      | Campeón                                        |                                       |
| 2013      | Subcampeón                                     | 4.º lugar de la Copa Merconorte       |
| 2014      | 3.er lugar                                     |                                       |
| 2015      | Campeón                                        |                                       |
| 2016      | Campeón                                        | Fase de grupos de Copa Libertadores   |
| 2017      | Subcampeón                                     | Cuartos de final de Copa Libertadores |
| 2018      | Subcampeón                                     |                                       |
| 2019      | Semifinales                                    |                                       |
| 2020      | Suspendido por la pandemia de COVID-19 en Perú |                                       |
| 2021      | Suspendido por la pandemia de COVID-19 en Perú |                                       |
| 2022      | Semifinales                                    |                                       |
| 2023      | Primera ronda de los play-offs                 |                                       |

## Presidentes y entrenadores
| Presidente               | Inicio            | Fin               |
| ------------------------ | ----------------- | ----------------- |
| Juan Bustamante Talavera | 2019 - actualidad | 2019 - actualidad |

| Entrenador               | Notas           |
| ------------------------ | --------------- |
| Juan Bustamante Talavera | durante el 2011 |
| Percy Pinto              | Campeón en 2016 |
| Manolo Caldas            | 2019            |

## Auspiciadores y proveedores
| Auspiciador      | Inicio            | Fin               |
| ---------------- | ----------------- | ----------------- |
| Zapatillas Tigre | 2012 - actualidad | 2012 - actualidad |
| SportBet         | 2012 - actualidad | 2012 - actualidad |

| Proveedor | Inicio | Fin |
| --------- | ------ | --- |
|           |        |     |

## Palmarés

### Torneos nacionales (3)
| Competición nacional                  | Títulos           | Subcampeonatos                   |
| ------------------------------------- | ----------------- | -------------------------------- |
| Primera División de Fútbol Sala (3/5) | 2012, 2015, 2016. | 2010, 2013, 2017, 2018. (Récord) |